# Antonio Trujillo
Antonio Trujillo (* 1954 in San Antonio de los Altos, Venezuela) ist ein venezolanischer Dichter, Kunsthandwerker und Chronist. Als offizieller Chronist seiner Heimatstadt hat er in dieser Eigenschaft auch mehrere historische Werke veröffentlicht. Darüber hinaus ist er derzeit Chefredakteur der renommierten venezolanischen Kulturzeitschrift Revista Nacional de Cultura.

## Werke (Auswahl)
- De cuando vivían los pájaros (1984)
- Vientre de árboles (1996)
- Taller de cedro (1998)
- Blanco de orilla (2003)
- Unos árboles después y otros poemas (2006)
- Parte del aire. Antología Poética (2008)
- Ballestía (2009)

## Auszeichnungen
- Preis für Poesie der Stadt Guaicaipuro (1996)
- Preis für Literatur der Stadt Caracas (2003)
- Ramón-Palomares-Preis (2005)